# Ethnic Cleansing
Ethnic Cleansing es un videojuego de disparos en primera persona publicado para Windows y desarrollado por la organización de supremacía blanca estadounidense Alianza Nacional, publicado desde su sello discográfico Resistance Records el 21 de enero de 2002. En él, como parte de una "Guerra de Razas", el jugador controla a un "skinhead", un neo-nazi o un miembro del Ku Klux Klan y tiene la tarea de matar estereotípicos africanos, mexicanos y judíos, finalizando con el entonces primer ministro israelí Ariel Sharón.
Se planeó que fuera seguido por una larga línea de secuelas, pero solo una, titulada White Law, llegó a ser publicada. El juego utiliza el motor de código abierto Genesis3D. La Liga Antidifamación publicó un informe denunciándolo por sus claros mensajes racistas y antisemitas y señalando la preocupante facilidad para crear videojuegos con este tipo de mensaje.

## Jugabilidad
El juego es de muy corta duración, siendo ambientado en un único nivel. El jugador puede seleccionar un neonazi, un skinhead o un Klansman para controlar. Este corre por un gueto que ha sido comparado con la ciudad de Nueva York en el que dispara a afroestadounidenses y mexicanos, antes de descender a un sistema de metro para matar judíos. Finalmente, el jugador llega al "Centro de Control Yiddish", donde se encuentra con Ariel Sharón, el entonces primer ministro de Israel, quien está dirigiendo planes para la dominación mundial. Este está armado con un lanzamisiles, y el jugador debe matarlo para completar el videojuego. Un HUD contiene un mapa de enemigos cercanos y un contador de municiones restantes.
La banda sonora del videojuego consiste en música rock de ideología supremacista blanca. El arte y efectos de sonido presentan estereotipos raciales: por ejemplo, los enemigos negros son representados con figuras de monos y emiten sonidos de mono al ser disparados; y los enemigos judíos se visten como rabinos Haredim y gritan "¡oy vey!". Los personajes mexicanos gritan "I need to take a siesta now" (lit. Necesito tomar una siesta). Algunos enemigos negros usan camisetas con las letras "NIGZ", mientras que los enemigos mexicanos usan sombreros de charro.

## Desarrollo y lanzamiento
| La Guerra de la Raza ha comenzado. Tu piel es tu uniforme en esta batalla por la supervivencia de tu especie. La Raza Blanca depende de ti para asegurar su existencia. Los enemigos de tu pueblo te rodean en un mar de decadencia y suciedad que ellos han llevado a tu alguna vez limpia y blanca nación. Ninguno de sus números se salvará... —Lema del sitio web de Resistance |

Ethnic Cleansing fue desarrollado por miembros de National Alliance, una organización estadounidense de supremacía blanca, y publicado por Resistance Records, su sello discográfico subsidiario que se especializa en música de poder blanco. Fue desarrollado para computadoras personales con Microsoft Windows usando el motor de videojuegos de código abierto Genesis 3D, de Eclipse Entertainment, junto con el kit de desarrollo Reality Factory. El código fuente no se modificó sustancialmente del original. En cambio, los desarrolladores simplemente conectaron imágenes y sonidos que habían creado en programas de edición disponibles gratuitamente.
Shaun Walker, presidente de National Alliance, se atrevió a explicar a United Press que la intención era producir un videojuego racialmente provocativo y promover la segregación racial. El fundador de National Alliance, William Luther Pierce, quien también aparece en el videojuego para discutir una "próxima revolución blanca", consideró que los videojuegos son simplemente otro medio para promover los mensajes de su organización. Resistance lanzó el juego el día de Martin Luther King Jr. (21 de enero) de 2002. Su precio era de USD $ 14.88, una referencia al eslogan de la supremacía blanca Fourteen Words y al código numérico neo-nazi "88" (que significa "HH" o "Heil Hitler"). 

## Recepción y controversia
Si bien recibió poca o ninguna atención de los medios principales, el videojuego fue inmediatamente controvertido entre los estadounidenses en ambos lados del espectro político. Anti-Defamation League, una organización que cubre especialmente el antisemitismo, también publicitó la existencia del videojuego y presionó sin éxito a los desarrolladores de Genesis 3D para cambiar sus condiciones de licencia para prohibir el uso de ese motor gráfico para desarrollar videojuegos racistas. Presionaron a Entertainment Software Association para alentar a sus miembros a adoptar dichas políticas.
La recepción del videojuego por parte de los críticos fue extremadamente negativa. En enero de 2003, Stuff nombró a Ethnic Cleansing como el 40.º videojuego más controvertido de todos los tiempos. Complex y UGO lo calificaron como el videojuego más racista de la historia. El escritor del equipo de UGO, K. Thor Jensen, lo llamó "profundamente estúpido".
Actualmente, el juego tiene prohibido transmitirse en el servicio de transmisión en vivo Twitch.

## Secuela
National Alliance y Resistance Records lanzó un videojuego similar, White Law, en junio de 2003. Estuvo protagonizado por un oficial de policía irlandés-estadounidense tomando las armas para proteger su territorio de las minorías raciales. Se ha comparado con Freedom Fighters, aunque se basó en los acontecimientos de la novela The Turner Diaries. National Alliance tenía la intención de crear una línea completa de videojuegos racistas, pero aún no han surgido más.